# Edward Clark
Edward Clark, född 1 april 1815 i New Orleans, Louisiana, död 4 maj 1880 i Marshall, Texas, var en amerikansk militär och politiker (demokrat). Han var viceguvernör i Texas 1859–1861 och tjänstgjorde från maj till november 1861 som guvernör efter att Sam Houston hade blivit avsatt från sitt ämbete.

## Antebellum
Clark växte upp i Georgia, bodde under 1830-talet i Alabama och flyttade i början av 1840-talet till Republiken Texas. Han deltog i mexikansk-amerikanska kriget och tjänstgjorde som delstatens utrikesminister (Texas Secretary of State) 1853–1857. Under Sam Houstons ämbetsperiod som guvernör var Clark viceguvernör i delstaten Texas.

## Inbördeskriget
Konventet som beslutade om Texas utträde ur USA krävde att guvernören måste svära trohet åt Amerikas konfedererade stater men Sam Houston vägrade att lyda konventets beslut. Houston avsattes och Clark tillträdde som guvernör; på det sättet fick Texas en ledare som kunde samarbeta med CSA:s regering. I guvernörsvalet 1861 besegrades Clark av Francis Lubbock och därmed skedde ytterligare ett byte av guvernör i Texas under amerikanska inbördeskrigets första år. Efter valförlusten deltog Clark i kriget som överste och sårades 1864 i slaget vid Pleasant Hill. Efter slaget befordrades han till brigadgeneral i sydstatsarmén.